# کومب مارتین
کومب مارتین (به انگلیسی: Combe Martin) یک روستا و محله مدنی در بریتانیا است که در North Devon واقع شده‌است. کومب مارتین ۲٬۶۸۷ نفر جمعیت دارد.